# Литовско-танзанийские отношения
Литовско-танзанийские отношения – двусторонние международные отношения между Литвой и Танзанией.

## История
Дипломатические отношения между странами были установлены 11 ноября 1993 года.
Танзания аккредитует послов в Литве с 1998 года (возможно, с перерывами).
Политическое сотрудничество между Танзанией и Литвой не является интенсивным. Одна из первых двусторонних встреч высокопоставленных политиков состоялась 28-30 июня 2004 года в Нью-Йорке в ходе сессии Экономического и Социального Совета Организации Объединенных Наций. Тогда секретарь МИД Литвы Шарунас Адомавичюс встретился с министром иностранных дел Танзании, с которым обсудил вопросы сотрудничества в международных организациях и стремление Литвы стать членом ЭКОСОС в 2005-2007 годах.

## Экономическое сотрудничество
В 2018 году товарооборот между Литвой и Танзанией составил 3,97 миллиона евро.
В торговом балансе преобладает экспорт из Литвы в Танзанию.
- Экспорт составляет 2,72 миллиона евро
- Импорт составляет 1,25 миллиона евро.

| Год                                 | 2010 | 2016 | 2017 | 2018 |
| ----------------------------------- | ---- | ---- | ---- | ---- |
| Экспорт в Танзанию (миллионов евро) | 5,01 | 5,15 | 2,08 | 2,72 |
| Импорт из Танзании (миллионов евро) | 2,29 | 5,17 | 1,95 | 1,25 |

## Граждане Танзании в Литве
| Год                                 | 2016 | 2020 | 2021 | 2022 |
| ----------------------------------- | ---- | ---- | ---- | ---- |
| Количество граждан Танзании в Литве | 0    | 1    | 1    | 1    |